# Nansen (cratère lunaire)
Pour les articles homonymes, voir Nansen.
Nansen est un cratère d'impact situé sur la Lune. Il est nommé d'après l'explorateur Fridtjof Nansen.